# Associazione Calcio Torino 1960-1961
Questa voce raccoglie le informazioni riguardanti l'Associazione Calcio Torino nelle competizioni ufficiali della stagione 1960-1961.

## Rosa
| N. |                   | Ruolo | Calciatore              |
| -- | ----------------- | ----- | ----------------------- |
|    | Italia (bandiera) | P     | Antonio Odasso          |
|    | Italia (bandiera) | P     | Narciso Soldan          |
|    | Italia (bandiera) | P     | Lido Vieri              |
|    | Italia (bandiera) | D     | Enzo Bearzot (capitano) |
|    | Italia (bandiera) | D     | Luciano Buzzacchera     |
|    | Italia (bandiera) | D     | Antonino Gerbaudo       |
|    | Italia (bandiera) | D     | Remo Lancioni           |
|    | Italia (bandiera) | D     | Mauro Lessi             |
|    | Italia (bandiera) | D     | Roberto Rosato          |
|    | Italia (bandiera) | D     | Piero Scesa             |
|    | Italia (bandiera) | D     | Giancarlo Versolato     |
|    | Italia (bandiera) | C     | Costanzo Balleri        |

| N. |                      | Ruolo | Calciatore          |
| -- | -------------------- | ----- | ------------------- |
|    | Italia (bandiera)    | C     | Giancarlo Cella     |
|    | Italia (bandiera)    | C     | Rino Ferrario       |
|    | Italia (bandiera)    | C     | Giorgio Ferrini     |
|    | Italia (bandiera)    | C     | Giovanni Invernizzi |
|    | Argentina (bandiera) | C     | Marcos Locatelli    |
|    | Italia (bandiera)    | C     | Italo Mazzero       |
|    | Italia (bandiera)    | A     | Enrico Albrigi      |
|    | Italia (bandiera)    | A     | Carlo Crippa        |
|    | Italia (bandiera)    | A     | Giancarlo Danova    |
|    | Italia (bandiera)    | A     | Ulisse Gualtieri    |
|    | Italia (bandiera)    | A     | Ugo Tomeazzi        |
|    | Italia (bandiera)    | A     | Vincenzo Traspedini |

## Calciomercato

### Sessione estiva
| Acquisti | Acquisti            | Acquisti          | Acquisti      |
| R.       | Nome                | da                | Modalità      |
| -------- | ------------------- | ----------------- | ------------- |
| D        | Luciano Buzzacchera | Marzotto Valdagno | definitivo    |
| D        | Mauro Lessi         | Livorno           | definitivo    |
| C        | Costanzo Balleri    | SPAL              | definitivo    |
| C        | Giancarlo Cella     | Novara            | fine prestito |
| C        | Marcos Locatelli    | Independiente     | definitivo    |
| A        | Giancarlo Danova    | Milan             | definitivo    |
| A        | Ugo Tomeazzi        | Inter             | definitivo    |
| A        | Vincenzo Traspedini | Fanfulla          | definitivo    |

| Cessioni | Cessioni          | Cessioni          | Cessioni      |
| R.       | Nome              | a                 | Modalità      |
| -------- | ----------------- | ----------------- | ------------- |
| D        | Beniamino Cancian | Ozo Mantova       | definitivo    |
| D        | Giuseppe Farina   |                   | fine carriera |
| D        | Lino Grava        | Verona            | definitivo    |
| C        | Sergio Bonassin   | Ternana           | definitivo    |
| C        | Antoine Bonifaci  | Lanerossi Vicenza | definitivo    |
| C        | Antonio Pellis    | Livorno           | definitivo    |
| A        | Umberto Angeli    | Taranto           | definitivo    |
| A        | Sergio Santelli   | Cagliari          | definitivo    |
| A        | Giuseppe Virgili  | Bari              | definitivo    |

### Operazioni esterne alle sessioni
| Acquisti | Acquisti            | Acquisti | Acquisti   |
| R.       | Nome                | da       | Modalità   |
| -------- | ------------------- | -------- | ---------- |
| C        | Giovanni Invernizzi | Inter    | definitivo |

| Cessioni | Cessioni          | Cessioni | Cessioni   |
| R.       | Nome              | a        | Modalità   |
| -------- | ----------------- | -------- | ---------- |
| D        | Antonino Gerbaudo | Cagliari | prestito   |
| C        | Costanzo Balleri  | Inter    | definitivo |

## Risultati

### Serie A

#### Girone di andata
| Arbitro: | Leita (Udine) |

|  |           |          |
|  | Marcatori | 18’ Mora |

| Arbitro: | Roversi (Bologna) |

|                 |           |           |
| Del Vecchio 10’ | Marcatori | 55’ Cella |

| Arbitro: | Gambarotta (Genova) |

|           |           |                                         |
| Danova 9’ | Marcatori | 29’ Manfredini 59’ Lojacono 64’ Orlando |

| Arbitro: | Samani (Trieste) |

|             |           |             |
| Gentili 30’ | Marcatori | 33’ Mazzero |

| Arbitro: | Marchese (Napoli) |

|                             |           |             |
| Ferrario 40’ Traspedini 64’ | Marcatori | 60’ Virgili |

| Arbitro: | Gambarotta (Genova) |

|                                          |           |                    |
| Tortul 7’, 57’ Milani 22’, 27’ Celio 35’ | Marcatori | 77’ (rig.) Mazzero |

| Torino 13 novembre 1960, ore 14:30 UTC+1 7ª giornata | Torino              | 0 – 0 | Juventus | Stadio Filadelfia\| Arbitro: \| Francescon (Padova) \| |
| Arbitro:                                             | Francescon (Padova) |       |          |                                                        |

| Arbitro: | Annoscia (Bari) |

|          |           |             |
| Puia 73’ | Marcatori | 1’ Tomeazzi |

| Torino 27 novembre 1960, ore 14:30 UTC+1 9ª giornata | Torino            | 0 – 0 | Fiorentina | Stadio Filadelfia\| Arbitro: \| Roversi (Bologna) \| |
| Arbitro:                                             | Roversi (Bologna) |       |            |                                                      |

| Arbitro: | Di Tonno (Lecce) |

|                         |           |  |
| Rivera 32’ Altafini 73’ | Marcatori |  |

| Arbitro: | Angelini (Firenze) |

|                                     |           |              |
| Ferrini 19’ Tomeazzi 30’ Crippa 53’ | Marcatori | 64’ Bonacchi |

| Arbitro: | Lo Bello (Siracusa) |

|                                       |           |              |
| Perani 11’, 58’ (rig.) Cervellati 34’ | Marcatori | 31’ Tomeazzi |

| Arbitro: | Rigato (Mestre) |

|  |           |           |
|  | Marcatori | 41’ Corso |

| Arbitro: | Grignani (Milano) |

|                             |           |             |
| Ferrario 40’, 78’ Cella 81’ | Marcatori | 66’ Tinazzi |

| Arbitro: | Jonni (Macerata) |

|                     |           |  |
| Ferrario 20’ (aut.) | Marcatori |  |

| Catania 22 gennaio 1961, ore 14:30 UTC+1 16ª giornata | Catania            | 0 – 0 | Torino | Stadio Cibali\| Arbitro: \| Angelini (Firenze) \| |
| Arbitro:                                              | Angelini (Firenze) |       |        |                                                   |

| Arbitro: | Adami (Roma) |

|                                |           |                                  |
| Danova 1’ Crippa 49’ Cella 60’ | Marcatori | 29’ Novelli 78’ (rig.) Carpanesi |

#### Girone di ritorno
| Arbitro: | Grignani (Milano) |

|                         |           |                       |
| Skoglund 5’, 72’ (rig.) | Marcatori | 90’ (aut.) Bernasconi |

| Arbitro: | Campanati (Milano) |

|                |           |  |
| Traspedini 53’ | Marcatori |  |

| Arbitro: | De Marchi (Pordenone) |

|                               |           |             |
| Menichelli 19’ Manfredini 72’ | Marcatori | 15’ Mazzero |

| Arbitro: | Rigato (Mestre) |

|           |           |             |
| Cella 82’ | Marcatori | 70’ Gasperi |

| Arbitro: | Jonni (Macerata) |

|            |           |  |
| Tagnin 14’ | Marcatori |  |

| Torino 12 marzo 1961, ore 15:00 UTC+1 23ª giornata | Torino       | 0 – 0 | Padova | Stadio Filadelfia\| Arbitro: \| Adami (Roma) \| |
| Arbitro:                                           | Adami (Roma) |       |        |                                                 |

| Arbitro: | Gambarotta (Genova) |

|            |           |  |
| Sívori 66’ | Marcatori |  |

| Arbitro: | Genel (Trieste) |

|                          |           |  |
| Gualtieri 42’ Crippa 79’ | Marcatori |  |

| Arbitro: | Sbardella (Roma) |

|            |           |               |
| Petris 74’ | Marcatori | 69’ Locatelli |

| Arbitro: | Jonni (Macerata) |

|                      |           |              |
| Locatelli 31’ (rig.) | Marcatori | 13’ Altafini |

| Arbitro: | Lo Bello (Siracusa) |

|                          |           |              |
| Bonacchi 16’ Abbadie 55’ | Marcatori | 43’ Ferrario |

| Arbitro: | Francescon (Padova) |

|            |           |  |
| Danova 56’ | Marcatori |  |

| Arbitro: | Jonni (Macerata) |

|             |           |             |
| Firmani 76’ | Marcatori | 57’ Mazzero |

| Arbitro: | Campanati (Milano) |

|                                                  |           |  |
| Invernizzi 12’ (aut.) Bettini 42’ Mereghetti 58’ | Marcatori |  |

| Arbitro: | Genel (Trieste) |

|                                                 |           |              |
| Lancioni 39’ Ferrini 48’ Crippa 57’ Mazzero 77’ | Marcatori | 20’ Franzini |

| Arbitro: | Adami (Roma) |

|                 |           |               |
| Danova 16’, 26’ | Marcatori | 48’ Calvanese |

| Ferrara 4 giugno 1961, ore 16:00 UTC+1 34ª giornata | SPAL            | 0 – 0 | Torino | Stadio Comunale\| Arbitro: \| Genel (Trieste) \| |
| Arbitro:                                            | Genel (Trieste) |       |        |                                                  |

### Coppa Italia
| Arbitro: | Roversi (Bologna) |

|                          |           |              |
| Mazzero 33’ Ferrario 89’ | Marcatori | 63’ Altafini |

| Arbitro: | De Marchi (Pordenone) |

|  |           |           |
|  | Marcatori | 51’ Cella |

| Arbitro: | Marchese (Napoli) |

|              |                      |           |
| Carradori 6’ | Marcatori            | 25’ Cella |
| Carradori    | Tiri di rigore 6 – 5 | Mazzero   |

| Arbitro: | De Marchi (Pordenone) |

|                           |                      |                           |
| Cervato 29’ Cavallito 53’ | Marcatori            | 30’ Locatelli 80’ Mazzero |
| Mora                      | Tiri di rigore 3 – 2 | Mazzero                   |

### Coppa Mitropa

#### Girone eliminatorio
| Arbitro: | Korelis |

|                                         |           |                                        |
| Wagner I 76’ (rig.) Kohlhauser 78’, 89’ | Marcatori | 9’, 41’, 68’, 14’ Danova 29’ Gualtieri |

| Arbitro: | Kleben |

|                                                  |           |               |
| Barat 9’, 71’ Hrncar 19’ Pucher 46’ Navratil 61’ | Marcatori | 64’ Gualtieri |

| Arbitro: | Haberfellner |

|                                  |           |                                                   |
| Locatelli 18’ Mazzero 64’ (rig.) | Marcatori | 28’, 48’ Dolinský 29’ Scherer 58’ (aut.) Lancioni |

## Statistiche

### Statistiche di squadra
| Competizione  | Punti | In casa | In casa | In casa | In casa | In casa | In casa | In trasferta | In trasferta | In trasferta | In trasferta | In trasferta | In trasferta | Totale | Totale | Totale | Totale | Totale | Totale | DR |
| Competizione  | Punti | G       | V       | N       | P       | Gf      | Gs      | G            | V            | N            | P            | Gf           | Gs           | G      | V      | N      | P      | Gf     | Gs     | DR |
| ------------- | ----- | ------- | ------- | ------- | ------- | ------- | ------- | ------------ | ------------ | ------------ | ------------ | ------------ | ------------ | ------ | ------ | ------ | ------ | ------ | ------ | -- |
| Serie A       | 30    | 17      | 9       | 5       | 3       | 24      | 14      | 17           | 0            | 7            | 10           | 10           | 27           | 34     | 9      | 12     | 13     | 34     | 41     | -7 |
| Coppa Italia  | -     | 1       | 1       | 0       | 0       | 2       | 1       | 3            | 1            | 2            | 0            | 4            | 3            | 4      | 2      | 2      | 0      | 6      | 4      | +2 |
| Coppa Mitropa | -     | 1       | 0       | 0       | 1       | 2       | 4       | 2            | 1            | 0            | 1            | 6            | 8            | 3      | 1      | 0      | 2      | 8      | 12     | -4 |
| Totale        | -     | 19      | 10      | 5       | 4       | 28      | 19      | 22           | 2            | 9            | 11           | 20           | 38           | 41     | 12     | 14     | 15     | 48     | 57     | -9 |

### Statistiche dei giocatori
| Giocatore      | Serie A  | Serie A | Coppa Italia | Coppa Italia | Coppa Mitropa | Coppa Mitropa | Totale   | Totale |
| Giocatore      | Presenze | Reti    | Presenze     | Reti         | Presenze      | Reti          | Presenze | Reti   |
| -------------- | -------- | ------- | ------------ | ------------ | ------------- | ------------- | -------- | ------ |
| E. Albrigi     | 0        | 0       | 2            | 0            | 2             | 0             | 4        | 0      |
| C. Balleri     | 5        | 0       | -            | -            | -             | -             | 5        | 0      |
| E. Bearzot     | 30       | 0       | 2            | 0            | 2             | 0             | 34       | 0      |
| L. Buzzacchera | 28       | 0       | 4            | 0            | 1             | 0             | 33       | 0      |
| G. Cella       | 30       | 4       | 3            | 2            | 1             | 0             | 34       | 6      |
| C. Crippa      | 31       | 4       | 3            | 0            | 0             | 0             | 34       | 4      |
| G. Danova      | 26       | 5       | 3            | 0            | 3             | 4             | 32       | 9      |
| R. Ferrario    | 11       | 4       | 1            | 1            | 0             | 0             | 12       | 5      |
| G. Ferrini     | 32       | 2       | 1            | 0            | 1             | 0             | 34       | 2      |
| A. Gerbaudo    | 3        | 0       | 0            | 0            | 3             | 0             | 6        | 0      |
| U. Gualtieri   | 1        | 1       | 1            | 0            | 3             | 2             | 5        | 3      |
| G. Invernizzi  | 17       | 0       | 3            | 0            | 0             | 0             | 20       | 0      |
| R. Lancioni    | 32       | 1       | 4            | 0            | 2             | 0             | 38       | 1      |
| M. Lessi       | 3        | 0       | 0            | 0            | 1             | 0             | 4        | 0      |
| M. Locatelli   | 9        | 2       | 1            | 1            | 3             | 1             | 13       | 4      |
| I. Mazzero     | 17       | 5       | 4            | 2            | 3             | 1             | 24       | 8      |
| A. Odasso      | 1        | -3      | 1            | -0           | 1             | -3            | 3        | -6     |
| R. Rosato      | 1        | 0       | 3            | 0            | 0             | 0             | 4        | 0      |
| P. Scesa       | 31       | 0       | 1            | 0            | 2             | 0             | 34       | 0      |
| N. Soldan      | 9        | -13     | 2            | -2           | 0             | -0            | 11       | -15    |
| U. Tomeazzi    | 22       | 3       | 1            | 0            | 0             | 0             | 23       | 3      |
| V. Traspedini  | 8        | 2       | 2            | 0            | 2             | 0             | 12       | 2      |
| G. Versolatto  | 3        | 0       | 1            | 0            | 3             | 0             | 7        | 0      |
| L. Vieri       | 24       | -25     | 2            | -2           | 3             | -9            | 29       | -36    |

## Giovanili

### Piazzamenti
- Primavera:
  - Campionato Cadetti:
  - Torneo di Viareggio: quarti di finale.